# Giacomo Colavito
Giacomo Colavito (Roma, 29 settembre 1994) è un attore italiano.

## Biografia
Nato e cresciuto nel quartiere romano di Casal de’ Pazzi, inizia a studiare recitazione sin dai tempi del liceo e una volta preso il diploma si iscrive all'accademia di recitazione "Cineteatro".
Durante gli anni dell'accademia inizia a lavorare partecipando a diversi progetti teatrali, cortometraggi e produzioni per il web.
Nel 2016 consolida la propria formazione a Los Angeles, prendendo parte a una masterclass tenuta da Bernard Hiller con la partecipazione di celebri registi, produttori e casting director tra cui Jason Stamey, Brett Ratner, April Webster. Nello stesso anno ottiene il primo ruolo cinematografico entrando nel cast del film Come diventare grandi nonostante i genitori e nel 2017 prende parte a Non c'è campo. Nel 2019 interpreta Diego nella serie Mediaset Oltre la soglia, ruolo grazie al quale ottiene una certa notorietà. Dallo stesso anno prende parte a varie serie televisive Rai, Sky Atlantic e Paramount+ come  Nero a metà 2, Alfredino - Una storia italiana, e Circeo.

## Filmografia

### Cinema
- Come diventare grandi nonostante i genitori, regia di Luca Lucini (2016)
- Non c'è campo, regia di Federico Moccia (2017)
- La belva, regia di Ludovico Di Martino (2020)
- Esterno notte, regia di Marco Bellocchio (2022)
- Cattiva coscienza, regia di Davide Minnella (2023)
- Nuovo Olimpo, regia di Ferzan Özpetek (2023)

### Televisione
- Oltre la soglia – serie TV, episodi 1x07-1x12 (2019)
- Nero a metà – serie TV, episodio 2x10 (2019)
- Alfredino - Una storia italiana – miniserie TV, 4 puntate (2020)
- Circeo – miniserie TV, 4 puntate (2022)
- Ripley – miniserie TV (2024)

### Cortometraggi
- Ferzanland, regia di Ferzan Özpetek (2022)